# Hotel Yyldyz
El Hotel Yyldyz (en turcomano: Ýyldyz oteli) es un hotel de lujo situado en Asjabad, Turkmenistán. Construido en 2013 por Bouygues, tiene 155 habitaciones y 24 plantas, con una altura máxima de 107 metros. 
En la construcción de este hotel de gran altura fueron utilizadas cerca de siete toneladas de acero y más de 14.000 metros cuadrados de vidrio. El edificio tiene forma de lágrima. La superficie total es de 50.620 metros cuadrados. La superficie equipada es de casi 85.000 metros cuadrados. Toda la estructura tiene un alto grado de resistencia sísmica. 